# 東置賜郡
東置賜郡（日语：／ Higashiokitama gun */?）是山形縣的一郡。
現轄有以下2町。
- 川西町
- 高畠町